# Serie C
Serie C este al treilea nivel fotbalistic din Italia. Ea s-a numit în trecut Lega Italiana Calcio Professionistico, dar după reuniunea din 2014 a Lega Pro Prima Divisione și Lega Pro Seconda Divisione

## Istoric
O a treia diviziune peste ligile regionale a fost creată pentru prima dată în Italia în 1926, când autoritățile fasciste au decis să reformeze campionatele majore la nivel național, crescând numărul de echipe care participă prin promovarea multor echipe regionale din Divizia a treia (Terza Divisione) la Divizia a doua (Seconda Divisione).
O nouă ligă care conduce această divizie a doua, Directorul Divisioni Inferiori Nord (Directorul de Nord al Diviziunilor de Jos) a fost înființat la Genova, în timp ce activitatea de fotbal din partea de sud a țării a fost condusă de Directorul Divisioni Inferiori Sud care a devenit ulterior Directorul Meridionale (Directorul sudic). Aceste ligi nu au durat mult; după o altă reformă, au fost desființate între 1930 și 1931. Unele cluburi mai mari care dețineau terenuri mari cu dimensiuni de 100x60 metri au fost promovate în Divizia I (Prima Divisione); o liga definită și structurată drept „Campionatul Național”.
Divizia a II-a nu a avut retrogradări în ligi regionale, deoarece majoritatea au fost reelectate la începutul fiecărui nou sezon. Odată ce s-a atins un prag critic, federația italiană a decis să închidă cele două ligi și să mute toate echipele la „Direttori Regionali” (comitetele regionale), astfel încât munca organizației cu forță de muncă să fie delegată personalului regional mai eficient și mai organizat.
Cele mai de succes echipe venite din diviziile a doua în 5 ani (din 1926-27 până în 1930-31) au compus 6 secții în creștere din prima divizie (Prima Divisione) care la început aveau doar câteva echipe într-o singură secțiune din sud. Italia.
Acest campionat a fost organizat de aceeași ligă care reglementează Serie A și Serie B („Directorul Divisioni Superiori”), chiar dacă, spre deosebire de cele două divizii superioare, a fost structurat în grupuri locale cu criterii geografice. Numărul cluburilor aparținând Prima Divisione a continuat să crească în fiecare an, până când FIGC a decis să îl redenumească drept „Serie C” (la începutul sezonului 1935-36), în timp ce o reducere ulterioară importantă în 1948 a dus la crearea unei divizie națională unică în 1952-53.
Reforma care a creat liga propriu-zisă a fost decisă de Bruno Zauli în 1959, întrucât s-a bazat pe munca incompletă începută de fostul președinte Ottorino Barassi pentru ca fotbalul profesional să fie pe deplin recunoscut și organizat. În timp ce Lega Calcio avea o misiune declarată de organizare a diviziunilor profesionale și naționale, noua Lega Nazionale Semiprofessionisti cu sediul în Florența trebuia să reglementeze cele două divizii semiprofesionale și subnaționale: Serie C și Serie D, prima adoptând un format format din trei grupuri de 20. echipe fiecare. În 1978, sectorul semiprofesional a fost desființat; Serie D a devenit o secție de amatori în timp ce Serie C a fost împărțită în două divizii profesionale (Serie C1 și Serie C2), iar liga și-a schimbat numele în Lega Professionisti Serie C. La 20 iunie 2008, liga a fost restructurată și și-a luat numele actual Lega Italiana Calcio Professionistico.
După reforma ligii din 2014, cele două divizii anterioare ale Lega Pro Prima Divisione și Lega Pro Seconda Divisione au fost în cele din urmă fuzionate într-o nouă ligă; Lega Pro Divisione Unica sau mai adresată în mod informal doar Lega Pro. Aceasta este structura ligii aflată în prezent în funcțiune; cuprinzând 60 de echipe care sunt împărțite geografic în trei grupuri de câte 20 de fiecare. La sfârșitul fiecărui sezon, patru echipe sunt promovate în Serie B (trei câștigători de grup, plus una provenită dintr-un playoff de promovare care implică cele trei alergări ale grupului). Între timp, nouă echipe sunt retrogradate în Serie D: ultima echipă din fiecare grup coboară direct, în timp ce echipele între 16 și 19 de la fiecare grupă joacă un playoff de retrogradare (denumit oficial play-out), cele două pierzând echipe din fiecare grup au retrogradat și ele.
În mai 2017, adunarea Lega Pro a aprobat în unanimitate revenirea la numele inițial Serie C. [2] Sezonul Serie C 2017–18 include 19 echipe din fiecare dintre cele trei divizii după ce s-au făcut ajustări pentru cluburile excluse.

## Câștigători
| - 1935–36 – Venezia, Cremonese, Spezia, Catanzaro - 1936–37 – Padova, Vigevano, Sanremese, Anconitana, Taranto - 1937–38 – SPAL, Fanfulla Lodi, Casale, Siena, Salernitana - 1938–39 – Brescia, Catania - 1939–40 – Reggiana, Vicenza, Maceratese - 1940–41 – Prato, Fiumana - 1941–42 – Cremonese, Juventina Palermo - 1942–43 – Varese, Pro Gorizia - 1943–45 – postponed due to World War II - 1945–46 – Mestrina, Prato, Perugia, Alba Ala Roma, Benevento, Lecce, Leone Palermo - 1946–47 – Magenta, Vita Nova P.S. Pietro, Bolzano, Centese, Nocerina - 1947–48 – competed amongst 18 regional leagues, no promotion to Serie B, no overall champions - 1948–49 – Fanfulla Lodi, Udinese, Prato, Avellino - 1949–50 – Seregno, Treviso, Anconitana, Messina - 1950–51 – Monza, Marzotto Valdagno, Piombino, Juve Stabia - 1951–52 – Cagliari - 1952–53 – Pavia - 1953–54 – Parma - 1954–55 – Bari - 1955–56 – Venezia - 1956–57 – Prato - 1957–58 – Reggiana - 1958–59 – OZO Mantova, Catanzaro - 1959–60 – Pro Patria, Prato, Foggia | - 1960–61 – Modena, Lucchese, Cosenza - 1961–62 – Triestina, Cagliari, Foggia - 1962–63 – Varese, Prato, Potenza - 1963–64 – Reggiana, Livorno, Trani - 1964–65 – Novara, Pisa, Reggina - 1965–66 – Savona, Arezzo, Salernitana - 1966–67 – Monza, Perugia, Bari - 1967–68 – Como, Cesena, Ternana - 1968–69 – Piacenza, Arezzo, Casertana - 1969–70 – Novara, Massese, Casertana - 1970–71 – Reggiana, Genoa, Sorrento - 1971–72 – Lecco, Ascoli, Brindisi - 1972–73 – Parma, SPAL, Avellino - 1973–74 – Alessandria, Sambenedettese, Pescara - 1974–75 – Piacenza, Modena, Catania - 1975–76 – Monza, Rimini, Lecce - 1976–77 – Cremonese, Pistoiese, Bari - 1977–78 – Udinese, SPAL, Nocerina Lega Pro - 2014–15 – Novara, Teramo stripped of title due to match fixing, awarded to Ascoli, Salernitana - 2015–16 – Cittadella, SPAL, Benevento - 2016–17 – Cremonese, Venezia, Foggia Serie C - 2017–18 – Livorno, Padova, Lecce - 2018-19 – Virtus Entella, Pordenone, Juve Stabia |